# Capitulatie (huurverdrag legereenheid)

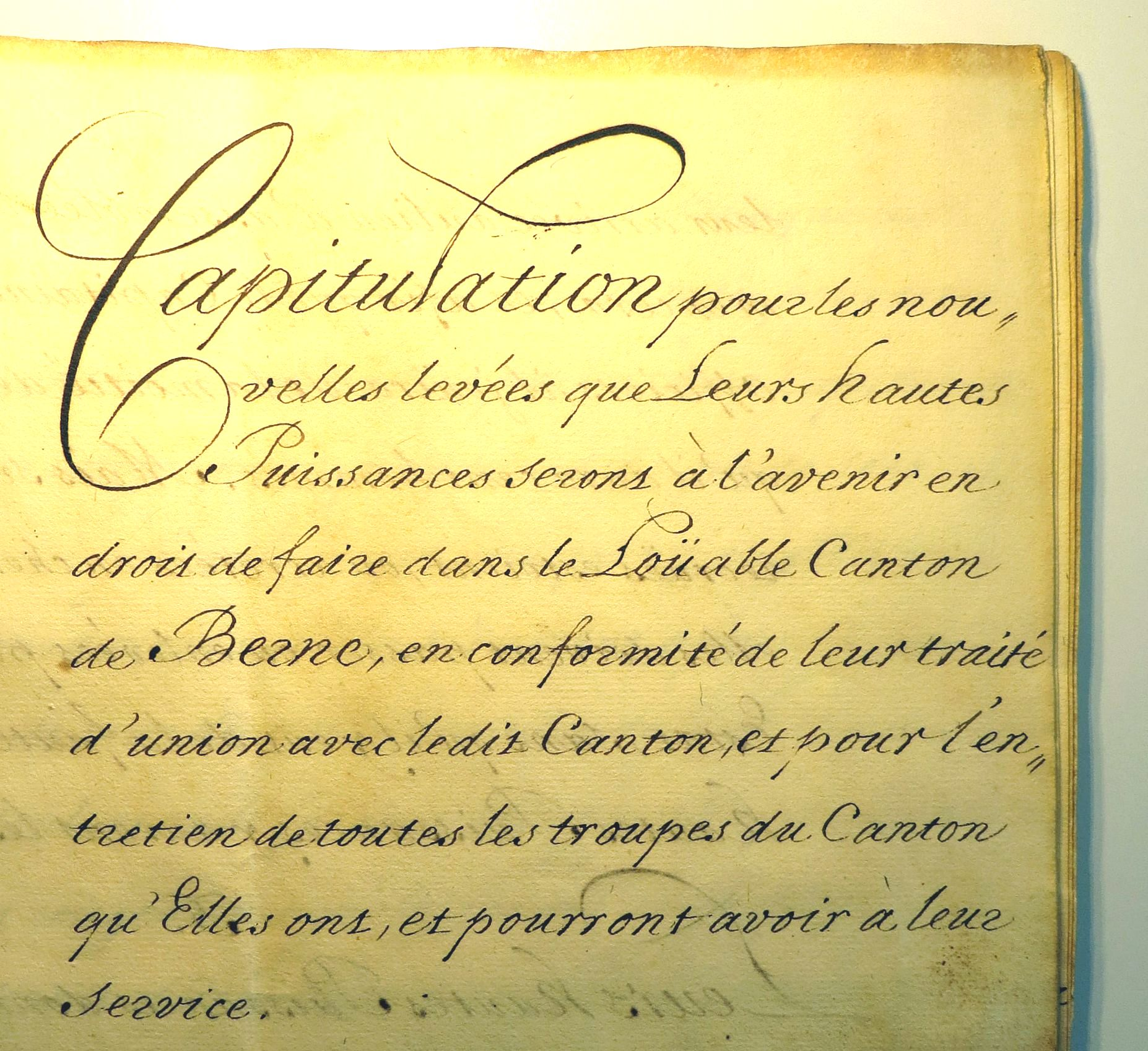
De preambule van de capitulatie waarbij het kanton Bern in 1714 troepen verhuurt aan de Republiek der Zeven Verenigde Nederlanden

Een capitulatie was een verdrag waarin kantons van de Statenbond Zwitserland een legereenheid verhuurden aan een soevereine staat. Capitulaties bestonden vanaf de 15e tot de 19e eeuw en werden overeengekomen met enkele tientallen landen. Ook sommige Zwitserse adellijke families verhuurden troepen, ondanks een verbod daarop. De contracten die zij daartoe sloten hadden niet de status van een verdrag; ze werden aangeduid als privaatcapitulaties.
De eerste capitulatie werd in 1480 overeengekomen met Frankrijk, een land dat ook het vaakst gebruikmaakte van Zwitserse troepen. De laatste capitulatie dateert van 1832 en werd afgesloten met de Kerkelijke Staat. In 1848 kwam de Zwitserse Grondwet tot stand die het overeenkomen van nieuwe capitulaties verbood. De vigerende verdragen hoefden niet te worden opgezegd, totdat de wet in 1859 werd aangescherpt. De enige capitulaties die op dat moment nog van kracht waren, betroffen legereenheden in het koninkrijk Napels. Die werden datzelfde jaar ontbonden.

## Oorsprong
Vanaf de late middeleeuwen speelden legers van huursoldaten een dominante rol in de oorlogsvoering tussen Europese landen. Aanvankelijk huurden de elkaar bestrijdende heersers soldaten in voor een of enkele acties, met een contractduur van enkele weken of maanden. Tegen het einde van de middeleeuwen kwamen militaire ondernemers op die hele compagnieën rekruteerden en aanboden aan de hoogste bieder. Zo verhuurden de Condottieri vanaf begin 13e tot halverwege de 15e eeuw hun legers aan de Italiaanse stadstaten. Andere militaire ondernemers formeerden hun leger vaak in opdracht van een land.
De Statenbond Zwitserland nam daarbij een uitzonderingspositie in. Zwitserland huurde geen vreemdelingen in omdat het als enige land beschikte over een leger van dienstplichtigen. Dienstplicht was de basis van het verdedigingssysteem van de Zwitserse kantons tegen de Habsburgse hertogen van Oostenrijk. Elk kanton had zijn eigen leger en door de successen die hun troepen tegen de Oostenrijkers boekten, hadden Zwitserse soldaten de naam onoverwinnelijk te zijn.
Als gevolg van de armoede in het land boden veel Zwitsers zich als huurling aan in andere landen. Ze werden 'Reisläufer' genoemd, een samenstelling van het middelhoogduitse 'Reise' (veldtocht) en 'laufen' (lopen). Zwitserse troepen waren in de 14e en 15e eeuw zeer gewild, waardoor de Reisläuferei zo'n omvang kreeg dat het land ontwricht dreigde te raken. Dat was in 1477 aanleiding voor de Zwitserse kantons om hun onderdanen te verbieden zich via een privébemiddelaar aan te bieden. De kantons namen de rol van bemiddelaar zelf op zich en verhuurden legereenheden met huurlingen uit hun kanton aan andere landen. De verdragen waarin de Zwitserse kantons de verhuur van hun legereenheden regelden kregen de naam capitulaties, naar de hoofdstukken (capitulas) waarin ze ingedeeld waren.
Ondanks het verbod sloten ook sommige adellijke Zwitserse families troepencontracten af met buitenlandse heersers. Voor deze clandestiene, maar gedoogde vrijkorpsen rekruteerden ze Reisläufer uit hun regio. De betreffende contracten werden aangeduid als privaatcapitulaties. Soms werden ze achteraf toch door de kantonale autoriteiten bekrachtigd en werd het contract omgezet in een verdrag.

## Reikwijdte

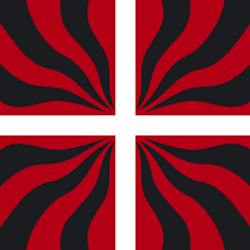
Militaire vlag van het kanton Bern

In de capitulatie kwamen de partijen overeen waar de troepen zouden worden gelegerd en waarvoor ze konden worden ingezet. Daarnaast spraken ze af in welk kanton of welke kantons de manschappen gerekruteerd mochten worden. Rekrutering hield daarbij in dat de militairen onderdanen bleven van hun kanton en daarmee bleven vallen onder het kantonale recht. Gerechtelijke beslissingen werden genomen zonder het recht van beroep en konden zelfs niet door de hoogste instantie in het land dat de troepen inhuurde ongedaan worden gemaakt. Processen van vreemden tegen leden van het regiment dienden ook beslecht worden voor de Zwitserse krijgsraad. Ten slotte werd overeengekomen dat trommels, marsen en vlaggen hun 'eidgenossige' karakter zouden behouden.
De voorwaarden waaronder de verhuur van de troepen plaatsvond werden in de capitulatie in detail beschreven, met als belangrijkste elementen de soldij, de voeding, de verloven, de contractduur, de uniformen, de bewapening, de munitie, de medische zorg, de bevoorrading en de geloofsuitoefening. Verder werden de procedures voor het benoemen van functionarissen en commissies beschreven. Ook werd overeengekomen dat de manschappen niet mochten worden ingezet tegen landgenoten, niet in koloniën en niet op zee. Vaak bevatte de capitulatie ook een bepaling over wederzijdse hulp in het geval van een aanval op een van de contractpartners en werd het kanton het recht toegekend zijn troepen terug te roepen als dat nodig was.
De Zwitserse officieren hadden uitgebreide disciplinaire en administratieve bevoegdheden, waren verantwoordelijk voor hun eenheid en moesten maandelijks aan het kanton verslag uitbrengen over de voortgang van de dienst. Vanaf het einde van de 17e eeuw werden de contingenten gaandeweg niet slechts gerekruteerd voor de duur van een enkele campagne, maar werden het permanente troepen. De regimenten droegen daarbij de naam van hun commandant. De traditionele vlag met het Zwitserse witte kruis, kreeg naast de kleuren van het kanton eveneens de kleuren van de commandant, en vaak tevens een motto.

## Bloeiperiode
Zwitserse autoriteiten sloten capitulaties af met veel landen. Enkele belangrijke zijn Frankrijk, de Kerkelijke Staat en de Nederlanden. 

### Frankrijk

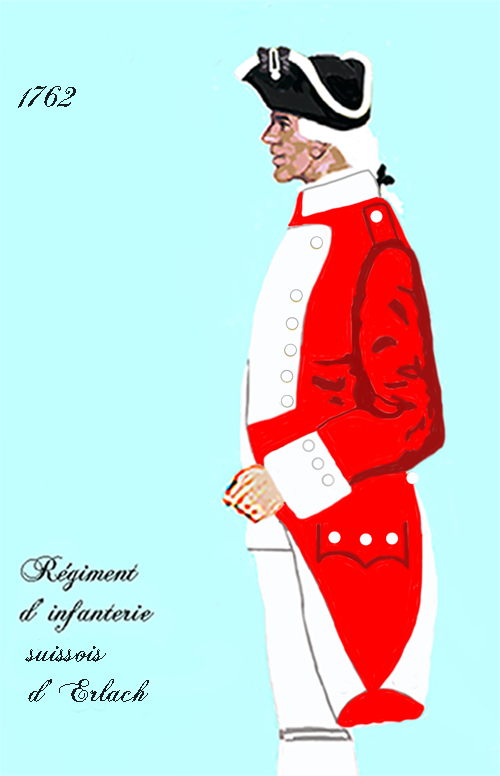
Uniform van het Zwitserse regiment van Erlach volgens het toepassingsdecreet van 1762. Het regiment dat 2400 manschappen telde, diende in Frankrijk van 1672 tot 1792.

De eerste capitulatie werd in 1480 door de Eidgenossige Tagsatzung overeengekomen met koning Lodewijk XI van Frankrijk. Het betrof een troepenmacht van 5950 manschappen voetvolk en 400 ruiters, die werden ingezet in de Bourgondische Successieoorlog. Nadat de gevechten waren beëindigd werden ze ontslagen. Lodewijks opvolger Karel VIII sloot in 1497 een capitulatie af voor een Zwitserse lijfwacht, die de koning, zijn gezin en zijn paleizen moest bewaken. Deze permanente eenheid, die oorspronkelijk bestond uit ongeveer honderd soldaten, heette officieel Zwitserse Garde, maar kreeg de bijnaam 'Cent-suisses', in het Nederlands Hondertzwitsers.
In de periode van 1480 tot 1671 werden alle capitulaties, afgezien van twee capitulaties betreffende de Zwitserse Garde, afgesloten voor de duur van het conflict waarbij ze werden ingezet. Het waren er in totaal 54; soms waren er 10.000 tot zelfs 20.000 Zwitsers tegelijk in dienst van Frankrijk. De korte contractduur werd verlaten in 1671 toen koning Lodewijk XIV besloot over te gaan naar een staand leger met permanente huurregimenten. Het Bernse regiment van Erlach dat in 1672 aantrad, was het eerste van elf Zwitserse regimenten die tot de Franse Revolutie in dienst waren van de Franse koning.
Tijdens die periode leverde Frankrijk aan de Zwitserse kantons graan en zout, producten die de Zwitsers zelf nauwelijks, respectievelijk niet, bezaten. De Fransen wisten daarin een monopoliepositie op te bouwen. Ze betaalden genereuze Pensionen (jaarlijkse vergoedingen) aan kantonale overheden en machtige Zwitserse families. Op deze wijze konden ze politieke beslissingen beïnvloeden, Franse handelsbelangen beschermen, en toekomstige capitulaties zeker stellen. De Franse koningen wisten zo steeds een groot aantal Zwitserse compagnieën te contracteren en tegelijkertijd vijanden te dwarsbomen die ook capitulaties wilden afsluiten.
In 1792, na de Franse Revolutie, ontbonden de nieuwe Franse machthebbers de capitulaties en gingen geen nieuwe aan. Dertien jaar later sloot Napoleon Bonaparte wel weer capitulaties af. De vier Zwitserse regimenten die hij inhuurde, werden in 1814 en 1815 ontbonden. Tijdens de Restauratie besloot koning Lodewijk XVIII in 1815 om  opnieuw Zwitserse troepen te contracteren. In 1830 kwamen tijdens de Julirevolutie 300 Zwitserse soldaten om bij de bestorming van de Tuilerieën. Daarop riepen de Zwitserse autoriteiten alle regimenten terug, waarmee – na 350 jaar waarin ruim 90 capitulaties werden afgesloten – definitief een einde kwam aan capitulaties met Frankrijk.

### Kerkelijke Staat

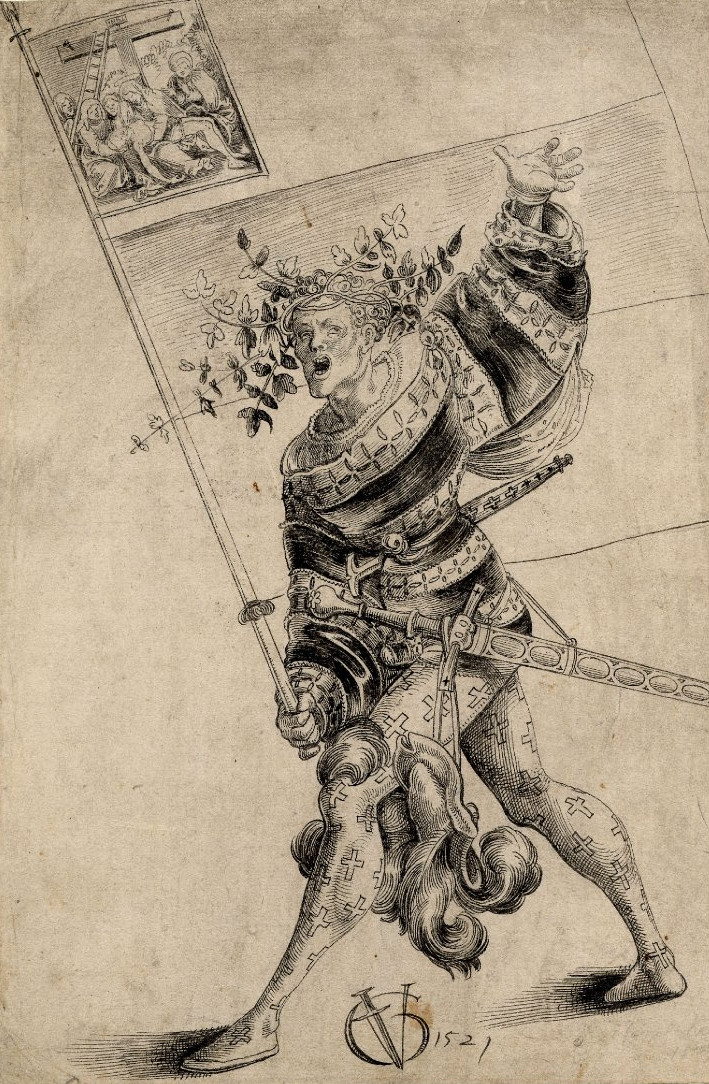
Een soldaat met het Julius-banier dat kanton Zug in 1512 ontving van Paus Julius II. Op het inzetstuk van het banier een afbeelding van de kruisafneming. Tekening uit 1521 van Urs Graf de Oude.

Het tweede land waarmee de Zwitsers capitulaties afsloten was de Kerkelijke Staat. In navolging van de Franse koning Karel VIII kwam paus Julius II in 1505 een capitulatie overeen met de Tagsatzung betreffende een Zwitserse Garde die de paus en zijn paleis moest beschermen. Op 22 januari 1506 arriveerden 150 Zwitserse huurlingen na een reis van drie maanden in Rome. Ze werden verwelkomd door de paus die hen beëdigde en daarmee de pauselijke Zwitserse Garde stichtte.
Paus Julius II wilde de Fransen uit Italië verdrijven en richtte daartoe de Heilige Liga op. Hij sloot twee capitulaties af waarin hij gevechtstroepen huurde. De eerste werd geen succes: de betreffende legereenheid werd door hertog Karel III van Savoye de doorgang door zijn hertogdom verboden, daarbij gesteund door Franse troepen. Zonder Italië bereikt te hebben keerden ze huiswaarts en werden vervolgens ontbonden.
Meer geluk had Julius II met de capitulatie van 1512. De troepen die hij daarbij contracteerde waren 6000 man sterk, maar groeiden door vrijwilligers die zich aansloten tot 20.000 voor ze Italië bereikten. De Zwitsers hadden een belangrijk aandeel in de overwinning van de troepen van de Heilige Liga. De Franse legers werden in juli 1512 bij Pavia verslagen en trokken zich onder grote verliezen terug uit Italië. De Kerkelijke Staat bereikte hiermee zijn grootste omvang. De paus schonk als dank geborduurde banieren aan de kantons die soldaten geleverd hadden.
Ook opvolgers van Julius II sloten in de 16e eeuw capitulaties af voor gevechtsregimenten, zoals Leo X, Clemens VII en Paulus IV. Daarnaast kwamen ze capitulaties overeen voor Zwitserse Gardes die de pauselijke gouverneurs moesten beschermen van de steden die tot de Kerkelijke Staat behoorden. Het ging om Bologna (1542-1849), Ravenna (1550-1796), Perugia (1550-1556), Avignon (1573-1790), Ferrara (1598-1796) en Urbino (1631-1796). De capitulaties voor de pauselijke gouverneurs vervielen – voor zover ze nog geldig waren – in 1796, toen troepen van Napoleon Bonaparte de steden van de Kerkelijke Staat veroverden.
Tijdens de 17e en 18e eeuw sloot de Kerkelijke Staat geen capitulaties af voor regimenten. De laatste twee capitulaties voor gevechtstroepen werden in 1832 aangegaan door Paus Gregorius XVI. Het waren ook de laatste capitulaties die de Zwitsers met een ander land overeenkwamen. De Romeinse Republiek die op 9 februari 1849 werd geproclameerd schafte de pauselijke macht af, waardoor alle nog lopende capitulaties vervielen.

### De Nederlanden
De Staten-Generaal van de Republiek probeerden vanaf het einde van de 16e eeuw met protestantse kantons capitulaties af te sluiten, maar door Franse tegenwerking bleven deze pogingen zonder resultaat. De Staten weken uit naar privaatcapitulaties en huurden vrijkorpsen in, die min of meer in het geheim via Duitsland naar de Republiek reisden. Deze situatie duurde voort tot de Nederlandse ambassadeur bij de Zwitserse kantons, Pieter Valckenier, er aan het eind van de 17e eeuw in slaagde om de relatie van de Republiek met de protestantse kantons te verbeteren.
Valckenier maakte gebruik van de weerzin die in de protestantse kantons ontstond tegen de Franse koning Lodewijk XIV, die in 1685 het protestantisme in Frankrijk verbood. Na vele diplomatieke missies wist Valckenier de kantonale regeringen van Bern, Zürich en Graubünden over te halen om capitulaties met de Nederlanden af te sluiten. Dit onder scherp protest van de Fransen en ondanks het verzet van de regentenfamilies die hun inkomsten uit Franse jaargelden in gevaar zagen komen. Op 27 maart 1693 sloot Valckenier een capitulatie af met Graubünden. Het betrof een regiment van 1600 man, het eerste uit een lange rij. In de periode tot 1796 dienden dertien Zwitserse regimenten in de republiek.
In 1749 sloten de Staten-Generaal, naast capitulaties voor reguliere regimenten, een verdrag af voor een Zwitserse Garde. De garde bestond uit elite-troepen van in totaal 1600 man. Hun taak was het beschermen van statenleden en overheidsgebouwen. De kapitein-generaal van het Staatse leger was ere-kolonel van de Zwitserse Garde. Deze functie werd tot 1751 vervuld door prins Willem IV en van 1751 tot 1795 door prins Willem V. In 1795, toen de Republiek ophield te bestaan en de Franse tijd begon, werden alle regimenten in dienst van de Staten-Generaal ontbonden, inclusief de Zwitserse Garde.

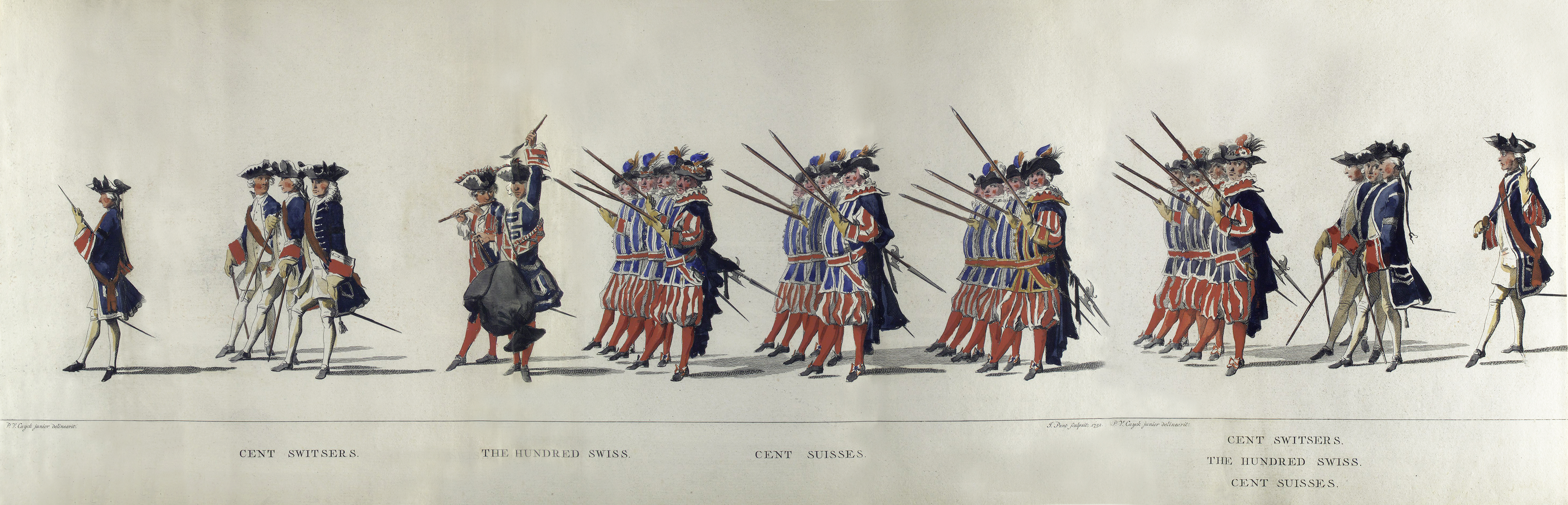
De Zwitserse Garde van de Staten-Generaal paradeert in 's-Gravenhage. Tekening uit 1752 van Pieter van Cuyck junior, gegraveerd door Jan Punt.

Na de Franse tijd keerden de Zwitserse regimenten terug in Nederland. Koning Willem I ondertekende in 1814 capitulaties met de kantons Bern, Zürich en Graubünden, elk voor een regiment. Het jaar daarop voegde hij daar een vierde regiment aan toe, dat gerekruteerd werd in de kantons Schweiz, Luzern en Tessin. Onder prins Willem Frederik – de latere koning Willem II – maakten ze een derde uit van het Nederlandse leger dat met 30.000 man deelnam aan de veldtocht tegen de van Elba ontsnapte Napoleon. Zij vochten onder andere mee in de veldslagen bij Quatre-Bras en Waterloo.
In het voorjaar van 1828 protesteerden de Zuidelijke leden van de Tweede Kamer tegen de aanwezigheid van de Zwitserse regimenten. Zij vonden het kwetsend voor het nationale gevoel dat vreemde troepen waren belast met de bescherming van de koning en met de verdediging van Nederlands grondgebied. De koning zwichtte en gaf opdracht met de betrokken kantons te onderhandelen over ontbinding van de capitulaties. Het resultaat van de onderhandelingen was dat de vier regimenten bij Koninklijk Besluit van 31 december 1828 werden ontbonden. De officieren, onderofficieren en manschappen konden in hun rang in Nederlandse dienst overgaan, waarbij zij als Nederlanders zouden worden beschouwd. Een vrij groot aantal van hen maakte gebruik van die mogelijkheid.

### Andere landen
De kantons sloten, naast capitulaties met Frankrijk, de Kerkelijke Staat en de Nederlanden, soortgelijke verdragen met andere landen. In totaal telden de Zwitsers ruim twintig verdragspartners. De belangrijkste waren naast de reeds genoemden het hertogdom Savoye, Spanje, Oostenrijk, Engeland, de republiek Venetië, het koninkrijk Napels, en de republiek Genua.

## Neergang
Tot het einde van de 17e eeuw droegen de capitulaties bij aan de vermindering van de relatieve overbevolking in Zwitserland en aan de vorming van het nationale inkomen, hoewel de effecten bescheiden waren. Gedurende de 18e eeuw nam het belang van de capitulaties af en veranderde van overwegend positief in overwegend negatief.

### Sociaaleconomische aspecten
In de 16e en 17e eeuw waren de capitulaties lucratief voor de kantons, voor de commandanten en – in mindere mate – voor de huursoldaten. Dit ondanks de vaak achterblijvende betalingen, die soms leidden tot plunderingen en deserties. De kantons inden provisie van de verhuur van de troepen en ontvingen de Franse jaargelden die betaald werden om de onderhandelingen over capitulaties te ondersteunen. De inkomsten daaruit stegen aanvankelijk en vormden een belangrijk onderdeel van de rijksbegroting, vooral in de kleine kantons. In de 18e eeuw, waarin de staatsbegrotingen over het algemeen groeiden, nam het belang van jaargelden als bron van inkomsten af.
Hoewel in de 16e en 17e eeuw commandanten en hun officieren zelden echt rijk werden, was de financiële  situatie van deze groep relatief gunstig. Tegen het einde van de 17e eeuw begon dat te verslechteren: de kosten van rekrutering stegen, desertie werd gemeengoed, verliezen op de slagvelden namen toe en de financiële controle van de opdrachtgevers werd scherper. In de loop van de 18e eeuw zagen veel commandanten zich gedwongen schulden aan te gaan om hun manschappen te kunnen betalen.
In vergelijking met voorgaande eeuwen was de werkelijke waarde van de soldij van huursoldaten in de 18e eeuw merkbaar gedaald. De inhoudingen vermenigvuldigden zich en betalingen werden uitgesteld. Commandanten gebruikten het uitgestelde loon na afloop van het contract vaak als drukmiddel om de huurling te dwingen bij te tekenen. Soldaten konden niet langer geld opzij zetten voor de tijd na thuiskomst, wat een duidelijke achteruitgang voor hun sociale positie betekende. Deze ontwikkelingen leidden uiteindelijk tot een daling van het aantal huurlingen, wat nog versneld werd door het toenemend aanbod van alternatieve verdienmogelijkheden in Zwitserland.

### Demografische aspecten
De capitulaties hebben de bevolkingsgroei in Zwitserland een tijdlang vertraagd. De invloed van de militaire emigratie – die de deelnemers als tijdelijk beschouwden – op de bevolkingsontwikkeling kan echter niet precies worden vastgesteld. Sommige onderzoekers uit de eerste helft van de 20e eeuw veronderstelden dat 1 tot 2 miljoen Zwitsers in het buitenland hebben gediend. In latere studies zijn per capitulatie de aantallen soldaten die werden overeengekomen kritisch onderzocht. Daaruit bleek dat vaak ook soldaten uit andere landen in de Zwitserse regimenten dienden; soms waren die zelfs in de meerderheid.
Historicus Markus Mattmüller concludeerde daaruit in 1987 dat de werkelijke aantallen aanzienlijk lager moeten zijn. Tijdens de bloeiperiode in de 17e en 18e eeuw was het aantal huurlingen nooit meer dan een paar procent van de totale bevolking. De gevolgen van deze migratie waren echter relatief groter, omdat het evenwicht tussen mannen en vrouwen werd verstoord. Het aantal ongehuwde vrouwen nam toe, wat ook velen van hen ertoe bracht te emigreren. Deze ontwikkelingen leidden tot een daling van het geboortecijfer en het inwoneraantal. Door het teruglopen van het aantal huurlingen werd deze daling gaandeweg ongedaan gemaakt.

## Afschaffing
De gunstige effecten van de capitulaties op de relatieve overbevolking en het nationale inkomen van Zwitserland waren begin 19e eeuw volledig verdwenen. De  vrijwillige militaire dienst in vreemde landen verloor zijn vroegere populariteit, niet alleen in de sociale en culturele gelederen maar ook bij de bevolking als geheel. Mede verantwoordelijk hiervoor waren de protestantse predikanten onder wie Zwingli, die altijd de huurlingendienst hadden afgewezen en voortdurend geageerd hadden tegen de corrumperende Franse jaargelden die daarmee samenhingen. Wat ook kwaad bloed zette waren de ronselarijpraktijken die in toenemende mate bij het rekruteren werden toegepast.
In 1848 werd de Zwitserse Grondwet van kracht. In artikel 11 werd het afsluiten van nieuwe capitulaties verboden. De vigerende verdragen hoefden niet opgezegd te worden en het rekruteren van individuele burgers bleef toegestaan. Tegelijkertijd werd, in artikel 12, elke betaling door buitenlandse regeringen aan overheidsinstellingen en hoge functionarissen verboden. Ondergeschikte ambtenaren konden hiervan door de Bondsraad vrijgesteld worden.
Ruim tien jaar later, in 1859, werd de wetgeving aangescherpt en werd militaire dienst in een vreemd land verboden, tenzij de Bondsraad er expliciet in zou toestemmen. Op dat moment waren alleen nog twee capitulaties met Napels van kracht. Beide werden door de Bondsraad opgezegd. In 1927 werd bepaald dat Zwitsers die zonder toestemming van de Bondsraad in buitenlandse militaire dienst treden, worden gestraft met een gevangenisstraf van maximaal drie jaar of een boete.